# Vasco Pinto Bandeira Filho
Vasco Pinto Bandeira Filho (Porto Alegre, 1856 — ?) foi um advogado e político brasileiro.
Filho do capitão Vasco Pinto Bandeira e Maria José da Rosa Lisboa, formou-se na Faculdade de Direito de São Paulo, em 1881. Foi chefe de Polícia e advogado,, além de delegado fiscal do Governo da União junto ao Collegio Espirito Santo, em Jaguarão.
Foi deputado provincial conservador, em 1887, depois eleito  deputado estadual, às 21ª e  22ª Legislaturas da Assembleia Legislativa do Rio Grande do Sul, de 1891 a 1897 , reeleito no período 1901 a 1908.
Foi membro da Sociedade Partenon Literário, presidente e um dos fundadores da União Gaúcha, em Pelotas, um dos precursores do tradicionalismo gaúcho.